# Gouvernement Charles Dupuy (4)
Pour les articles homonymes, voir Gouvernement Charles Dupuy.
Troisième République
Gouvernement Henri Brisson II Gouvernement Charles Dupuy V
Le quatrième gouvernement Charles Dupuy est le gouvernement de la Troisième République en France du 1er novembre 1898 au 18 février 1899 :

## Ministres nommés le1ernovembre 1898
| Fonction | Fonction                           | Image | Nom           | Parti politique            |
| -------- | ---------------------------------- | ----- | ------------- | -------------------------- |
|          | Président du Conseil des ministres |       | Charles Dupuy | Républicains progressistes |

| Fonction | Fonction                                                        | Image | Nom                  | Parti politique                                                 |
| -------- | --------------------------------------------------------------- | ----- | -------------------- | --------------------------------------------------------------- |
|          | Ministre de l’Intérieur et des Cultes                           |       | Charles Dupuy        | Républicains progressistes (légaliste)                          |
|          | Ministre de la Justice                                          |       | Georges Lebret       | Républicains progressistes                                      |
|          | Ministre des Affaires étrangères                                |       | Théophile Delcassé   | Gauche démocratique (dreyfusard)                                |
|          | Ministre des Finances                                           |       | Paul Peytral         | Gauche démocratique                                             |
|          | Ministre de la Guerre                                           |       | Charles de Freycinet | Gauche républicaine (antidreyfusard)                            |
|          | Ministre de la Marine                                           |       | Édouard Lockroy      | Gauche démocratique (dreyfusard)                                |
|          | Ministre de l'Instruction publique, des Beaux-Arts              |       | Georges Leygues      | Gauche démocratique                                             |
|          | Ministre des Travaux publics                                    |       | Camille Krantz       | Association nationale républicaine (Républicains progressistes) |
|          | Ministre de l'Agriculture                                       |       | Paul Delombre        | Association nationale républicaine (Républicains progressistes) |
|          | Ministre du Commerce, de l'Industrie, des postes et télégraphes |       | Albert Viger         | Gauche démocratique                                             |
|          | Ministre des Colonies                                           |       | Antoine Guillain     | Républicains progressistes                                      |

### Nomination du 4 novembre 1898
| Fonction | Fonction | Image | Nom           | Parti politique                                                 |
| -------- | --- | ----- | ------------- | --------------------------------------------------------------- |
|          | Sous-secrétaire d'État au ministère de l'Intérieur et des Cultes                                                                                                   |       | Jules Legrand | Association nationale républicaine (Républicains progressistes) |
|          | Sous-secrétaire d'État au ministère du Commerce, de l'Industrie, aux Postes et Télégraphes (spécialement chargé de l'administration des Postes et des Télégraphes) |       | Léon Mougeot  | Gauche démocratique                                             |

## Politique menée
Ce ministère est constitué en pleine affaire Dreyfus dont il ne peut plus arrêter la vérification par la Cour de cassation du jugement de 1894. Dupuy, antidreyfusard et ayant couvert les agissements du général Mercier aux débuts de l'Affaire. Il ne peut contenir l’agitation croissante des ligues d'extrême droite. Il ordonne l'évacuation de Fachoda par le capitaine Jean-Baptiste Marchand en 1898.

## Fin du gouvernement et passation des pouvoirs
Il démissionne le 18 février 1899, à la suite du décès du président Félix Faure.
Le 18 février 1899, le nouveau président Emile Loubet renomme Charles Dupuy à la
présidence du Conseil des ministres, avec un gouvernement identique.